# Monshof
Het Monshof is een landgoed en herenhoeve ten westen van Reppel, deelgemeente van Bocholt, in de Belgische provincie Limburg en ten noorden van de Abeek dat in 1771 op de Ferrariskaarten werd aangeduid maar pas in 1783 voor het eerst werd vernoemd. Ooit was het domein Monshof uitgestrekt over de helft van Reppel met zo een 335 hectaren.
Het landhuis is gelegen op een domein van zes hectare. Het is privébezit en niet toegankelijk voor publiek. De eigenaars trachten het oorspronkelijke karakter van het gebied te behouden.

## Geschiedenis
Een Lijsbet Mons wordt vermeld in 1531, de hoeve zelf wordt voor het eerst vermeld in 1783. Ze staat aangeduid op de Ferrariskaart (1771-77) als een tweeledige hoeve; in de Atlas van de Buurtwegen (1845) als een langgestrekte hoeve met dienstgebouw (Mons, Ferme); ze was toen eigendom van J. Streignart, rentenier te Maaseik die de herenhoeve lieten heropbouwen (1863). In 1872 werden door de familie Van de Venne- van Herckenrode ingrijpende verbouwingen uitgevoerd en werd ook een tuin met exotische bomen, vijvers en tennisvelden aangelegd. De familie gebruikte het goed als buitenverblijf. Tussen de twee wereldoorlogen werd het een boerderij. Van de tuin bleven slechts een dertigtal bomen gespaard. De kinderen van de Venne verkochten het landgoed aan Boonen Leonardus. Petrus Boonen, de zoon van Leonardus, verkocht het in 1975 aan de familie Buyse-Pauwels. Als resultaat van een echtscheiding verkocht de familie Buyse-Pauwels het landgoed in juni 2025 aan Black Turtle Holding. Dewelke er onder andere een praktijk in opgestart heeft.
Het gebouw is in 1980 volledig gerenoveerd, waardevolle elementen zijn daarbij bewaard gebleven. Op het eerste verdiep zou een altaar uit de tijd van de Franse Revolutie aanwezig zijn en ook enkele speciale schouwen. 

## Huis
De Monshof heeft een oude inplanting; ze staat aangeduid op de Ferrariskaart (1771-77) als een tweeledige hoeve; in de Atlas van de Buurtwegen (1845) als een langgestrekte hoeve met dienstgebouw (Mons, Ferme). In zijn huidige vorm een langgestrekte hoeve, waarvan het woonhuis eind 19de-begin 20ste eeuw vervangen werd door het huidige buitenhuis, met een tegen de achtergevel aansluitend paviljoen uit dezelfde periode of iets later. Tegenover dit gedeelte bevindt zich het voormalige koetshuis met paardenstallen, eveneens uit eind 19de-begin 20ste eeuw. Van de oorspronkelijke langgestrekte hoeve, zoals aangeduid in de Atlas van de Buurtwegen, rest slechts het dienstgedeelte van het huidige gebouw: witgeschilderd bakstenen gebouw van één bouwlaag onder zadeldak (mechanische pannen). Dropmotief onder de dakrand. Smeedijzeren muurankers met krullen. Ordonnantie en muuropeningen werden gewijzigd. Het huidige woonhuis is een herenhuis van het breedhuistype, drie traveeën en twee bouwlagen onder wolfsdak (mechanische pannen), met gietijzeren nokvorst; een dakvenster en twee oeil-de-boeufs. Gecementeerd en witgeschilderd bakstenen gebouw, voorzien van rechthoekige muuropeningen. Het aansluitende paviljoen is een diephuis van twee traveeën en twee bouwlagen onder zadeldak (mechanische pannen), voorzien van een trapgevel met gelijkaardige afwerking als het hoofdgebouw. Het koetshuis is een bakstenen diephuis van twee bouwlagen onder zadeldak (mechanische pannen). Bakstenen gebouw met gecementeerde voorgevel, afgewerkt met baksteenfriezen. Twee gekoppelde, getoogde poorten tussen pilasters met gecementeerde schijnvoegen; rondboogvormig tweelicht in de bovenverdieping, erboven een paardenhoofd. Houten, met leien bekleed klokkenruitertje boven de eerste travee. De oostelijke zijde van het erf is door een muur afgesloten, waarin een bakstenen korfboogpoort.

## Natuurgebied
In de nabijheid van het landgoed heeft 'Werkgroep Isis' een natuurgebied in eigendom, bestaande uit een wilgenbroek en een verlandingszone. Van belang is hier het trilveen, waar men soorten als beekpunge en paarbladig goudveil kan aantreffen. Dit natuurgebied wordt eveneens met de naam Monshof aangeduid.